# Abdul Alhazred
Abdul Alhazred, alias "de gekke/gestoorde Arabier", is een personage bedacht door de Amerikaanse schrijver H. P. Lovecraft.
Alhazred speelt in de werken van Lovecraft vooral een belangrijke rol in de Cthulhu Mythos. Hij zou de schrijver zijn van de Necronomicon. In 1978 nam Marvel Comics het personage, waarna hij een vast personage is geworden binnen het Marvel Universum.

## Naam
Abdul Alhazred is een pseudoniem dat Lovecraft voor zichzelf had bedacht nadat hij als kind de verhalen van 1001 nacht had gelezen. Abdul is in het Arabisch een vast onderdeel van veel namen, maar geen naam op zichzelf. Alhazred is mogelijk een woordspeling op Hazard (Engels voor “gevaar”) of op "all-has-read", daar Lovecraft als kind veel boeken las. Volgens de Zweedse fantasyschrijver Rickard Berghorn baseerde Lovecraft de naam Alhazred mogelijk op twee historische auteurs wier naam in het Westers schrift werd weergegeven als Alhazen: Alhazen ben Josef, en Abu 'Ali al-Hasan ibn al-Haytham.
Abdul Alhazred is geen echte Arabische naam, wat onder andere te merken is aan de schrijfwijze. De correcte Arabische naam zou iets in de zin van Abd-al-Hazred of Abdul Hazred moeten zijn.

## Alhazred in de Cthulhu Mythos
Lovecraft gaf in zijn verhaal History of the Necronomicon uit 1927 een korte biografie over het leven van Abdul Alhazred. Volgens dit verhaal was Alhazred een gestoorde dichter uit Sanaa, Jemen. Hij leefde tijdens het gouden tijdperk van de Omajjaden, circa 700. Hij reisde veel en bezocht onder andere de ruïnes van Babylon en Memphis. Verder bracht hij 10 jaar alleen door in de Rub al Khali; de grote woestijn van Jemen. Hazred was als een van de weinige mensen ter wereld op de hoogte van het bestaan van goden als Cthulhu, waar hij zijn necronomicon over schreef.
De laatste jaren van zijn leven woonde Alhazred in Damascus. Over zijn dood of verdwijning bestaan vele tegenstrijdige verhalen, de een nog gruwelijker dan de ander. Volgens Lovecraft stierf Alhazred in 738, maar August Derleth (die na Lovecrafts dood de Cthulhu Mythos meer vorm gaf) was dit reeds in 731. Derleth schreef tevens het korte verhaal "The Keeper of the Key", waarin Alhazreds dood meer gedetailleerd wordt behandeld. Hij was blijkbaar ontvoerd en naar de Naamloze Stad gebracht, alwaar hij door de wezens waar hij in zijn Necronomicon over schreef gruwelijk werd gestraft voor het prijsgeven van hun geheimen; hij werd verblind, zijn tong uitgehakt, gemarteld en vervolgens geëxecuteerd. In hetzelfde verhaal wordt de geest van Alhazred door Professor Laban Shrewsbury tijdelijk vanuit het hiernamaals terug naar de aarde gehaald, omdat Shrewsbury de locatie van de stad R'lyeh wil weten.

## Alhazred in Marvel Comics
In 1978 gebruikten Jack Kirby en John Buscema Lovecrafts personage als basis voor hun eigen Abdul Alhazred. Ze gebruikten dit personage voor het eerst als antagonist in een stripserie gebaseerd op Edgar Rice Burroughs' Tarzan. Inmiddels is hij een vaste superschurk geworden in het Marvel Universum, en een vaste vijand van onder andere Wolverine.
De Marvel Comics versie van Alhazred beschikt als gevolg van de necronomicon en zijn kennis over duistere magie over meerdere bovennatuurlijke gaven. Hij kan onder andere teleporteren, mensen hypnotiseren, en demonen oproepen om hem bij te staan. Via angst en intimidatie houdt hij zijn handlangers onder controle. Verder kan hij zichzelf via gastlichamen al eeuwenlang in leven houden.

## In andere media
- Omdat zijn naam onlosmakelijk verbonden is met de Necronomicon, wordt door veel andere schrijvers geregeld naar Alhazred gerefereerd.
- Alhazred wordt ook genoemd in de albums Time en Into the Unknown van Mercyful Fate.
- In de MMORPG Wizard101 komt een tovenaar genaamd Alhazred voor.
- In King's Quest VI speelt een vizier onder de naam Abdul Alhazred een prominente rol.